# Randa Maroufi
Randa Maroufi, née à Casablanca en 1987, est une artiste contemporaine franco-marocaine. Elle utilise la photographie, la vidéo, l’installation, la performance et le son. Elle vit et travaille à Paris.

## Carrière
En 2010, Randa Maroufi obtient son diplôme en graphic design à l’Institut national des beaux-arts de Tétouan, au Maroc. Elle poursuit ses études d'art à Angers, où elle s'intéresse à la vidéo et la performance. En 2013, elle obtient le DNSEP à l'École supérieure des beaux-arts d'Angers. En 2014, sa première exposition est produite par le centre d'art de La Graineterie à Houilles, dans les Yvelines, dans le cadre de la Biennale de la jeune création de ce centre d'art. En 2015, elle est diplômée du l'école du Fresnoy. En 2017-2018, elle est pensionnaire de la Casa de Velàzquez à Madrid.
En 2015, elle réalise Le Park, qui est récompensé par une vingtaine de prix. Pour ce film, elle s'inspire de photographies trouvées sur les réseaux sociaux où de jeunes hommes posent avec une arme. Elle recrée cette réalité pour questionner la construction des images et la manipulation du réel.
En 2019, son film Bab Sebta traite du passage de la frontière à Ceuta, enclave espagnole au Maroc, par laquelle passent de nombreuses marchandises en contrebande.

## Expositions
- 2018 Dak'Art - Biennale de l'Art Africain Contemporain, Dakar[6],[7]
- 2022 Manifesto of fragility, 16e Biennale d'art contemporain de Lyon[8],[9]
- 2022 De toi à moi, commissaire Jennifer Flay, Fondation Fiminco, Romainville[10],[11]
- 2020 La Vague Blanche, commissaire Mohamed Thara, Galerie 38, Casablanca.

## Filmographie
- 2014 : La Grande Safae
- 2015 : Le Park'
- 2016 : Close-up
- 2017 : Stand-by office
- 2019 : Barbès, de la série Les Intruse'
- 2019 : Bab Sebta (en anglais : Ceuta's Gate)
- 2025 : L'mina

## Prix et distinctions (sélection)
- Meilleur film court au BBC Arabic Film Festival pour La Grande Safae, Londres, 2015[12]
- Prix ADAGP Art numérique (art vidéo) pour Le Park, 2015[13]
- Prix du meilleur court métrage au festival IBAFF pour Le Park, Espagne, 2016[14]
- Prix du jury au Festival International du film de Rotterdam pour Le Park, Pays-Bas, 2016[14]
- « Videonale Award of the Fluentum Collection » du Vidéonale Festival pour Le Park, Bonn, 2017[15]
- Prix « Commune Image » du FIDLab pour Bab Sebta, Marseille, 2018[16]
- Grand Prix du Internationale Kurzfilmtage Winterthur, Suisse, 2019[17]
- Lauréate de l’appel à projets Embellir Paris pour Les Intruses avec l’Institut des Cultures d’Islam et Émerige Mécénat, Paris 18e, 2019
- Grand prix – Prix valorisation de la recherche – Prix restitution du travail contemporain au Festival Filmer le travail pour Bab Sebta, 2020[18]
- Cannes 2025 Semaine de la critique Prix Découverte Leitz Cine du court métrage pour L'mina [19]

## Collections Publiques
- La Princière - Barbès, série Les Intruses, 2019, collection Frac Bourgogne, Dijon